# Иваницкая, Елена Николаевна
Елена Николаевна Иваницкая (род. 7 февраля 1956, Ростов-на-Дону) — российский филолог-литературовед, литературный критик, публицист.

## Биография
Родилась в семье начальника грузовой службы Северо-Кавказской ж. д. Николая Иваницкого, позже занимавшего должность председателя исполкома Ростовского областного Совета депутатов трудящихся. Мать доцент, преподаватель РГУ.
В 1978 году окончила филологический факультет Ростовского государственного университета, в 1981 году — защитила кандидатскую диссертацию. Работала преподавателем на факультете (1981—1993). 
В 1993 году выпустила книгу «Мир и человек в творчестве А. С. Грина» (Издательство Ростовского университета). Затем переехала в Москву.

## Деятельность
Печатается как литературный критик и публицист в газетах «Будни», «Первое сентября», «Общая газета», «Литературная газета», «Новая газета», в журналах «Знамя», «Октябрь», «Дружба народов», «Родина», «Вопросы литературы», «Русская речь», «Нева», в сетевом издании «Русский журнал». Лауреат премии журнала «Октябрь» за 1995 год.
Состоит в партии «Яблоко», по убеждениям либерал. 
Дочь Надежда Иваницкая (род. 1983) — журналист, иногда мать и дочь выступают как соавторы.